# Kosmos 108
O Kosmos 108 (em russo: Космос 108, significado Cosmos 108), também referenciado como DS-U3-G # 1, foi um satélite soviético de pesquisas do sol, sendo utilizado para realizar imagens multi espectrais do sol. Foi construído pela empresa soviética (agora ucraniana) Yuzhnoye Design Bureau, como parte do programa Dnepropetrovsk Sputnik.
Foi lançado em 16 de junho de 1967 da base de lançamento de foguetes Kapustin Yar, União Soviética (atualmente na Rússia, através de um foguete Kosmos-2L. Ele foi operado em uma órbita com perigeu de 190 quilômetros (120 milhas), um apogeu de 344 quilômetros (214 mi), 48,8 graus de inclinação e um período orbital de 92,7 minutos. O satélite reentrou na atmosfera em 21 de novembro de 1966. 